# Platybunus
Platybunus is een geslacht van hooiwagens uit de familie Phalangiidae (Echte hooiwagens).
De wetenschappelijke naam Platybunus is voor het eerst geldig gepubliceerd door C.L. Koch in 1839. 

## Soorten
Platybunus omvat de volgende 23 soorten:
- Platybunus affinis
- Platybunus alpinorelictus
- Platybunus anatolicus
- Platybunus arbuteus
- Platybunus bucephalus
- Platybunus buresi
- Platybunus decui
- Platybunus femoralis
- Platybunus hadzii
- Platybunus hungaricus
- Platybunus hypanicus
- Platybunus jeporum
- Platybunus juvarae
- Platybunus kratochvili
- Platybunus leucophthalmus
- Platybunus mirus
- Platybunus nigrovittatus
- Platybunus pallidus
- Platybunus pinetorum
- Platybunus placidus
- Platybunus pucillus
- Platybunus strigosus
- Platybunus triangularis